# Jeseník

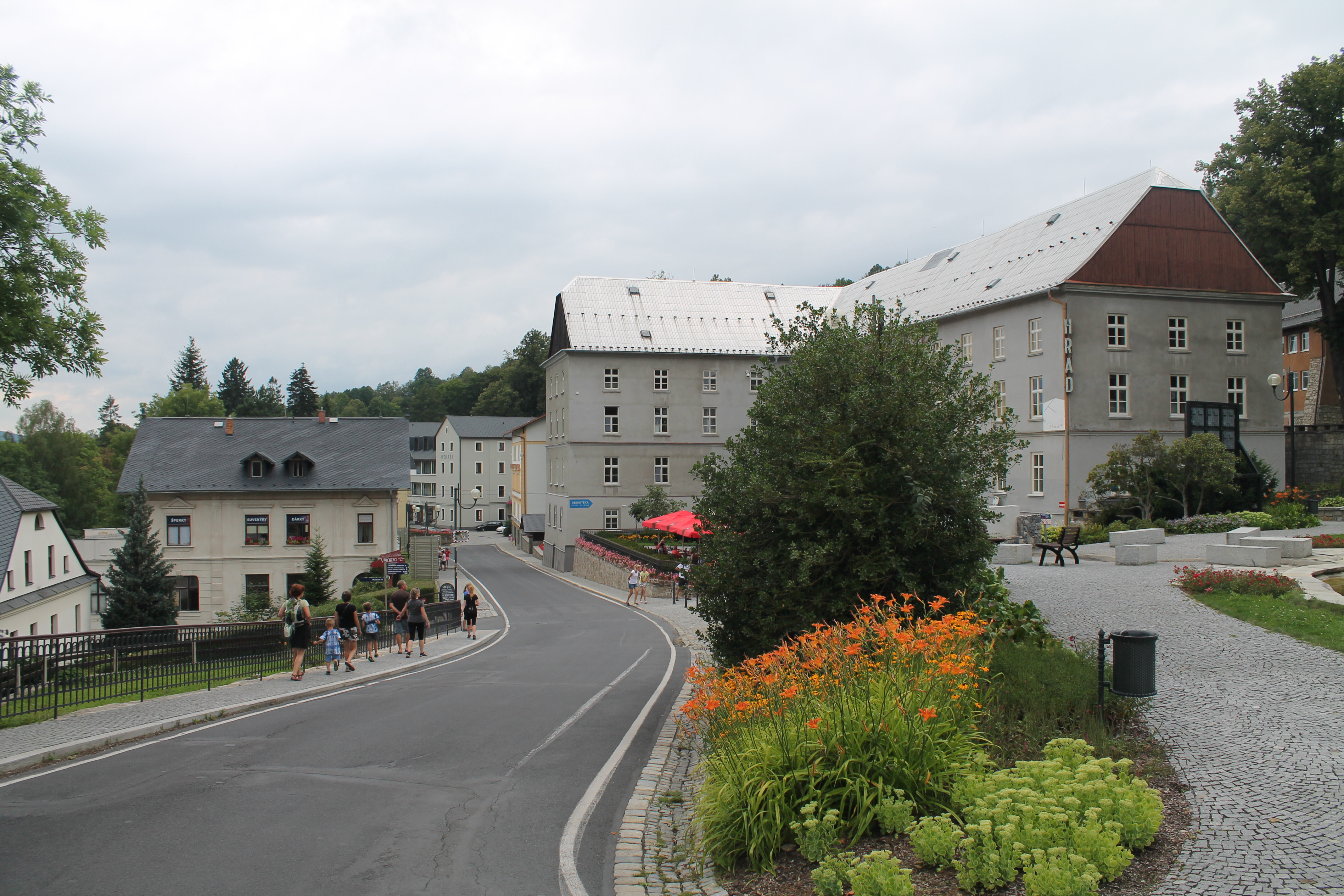
Jeseník

Jeseník es un pueblo del distrito de Jeseník en la región de Olomouc, República Checa. Tiene una población estimada, a principios del año 2021, de 10 977 habitantes. 
Se encuentra ubicada al norte de la región, sobre la parte oriental de los montes Sudetes, a poca distancia de la frontera con Polonia y con la región de Moravia-Silesia.
El pueblo es famoso por su spa.